# 城堡广场 (布吕赫)

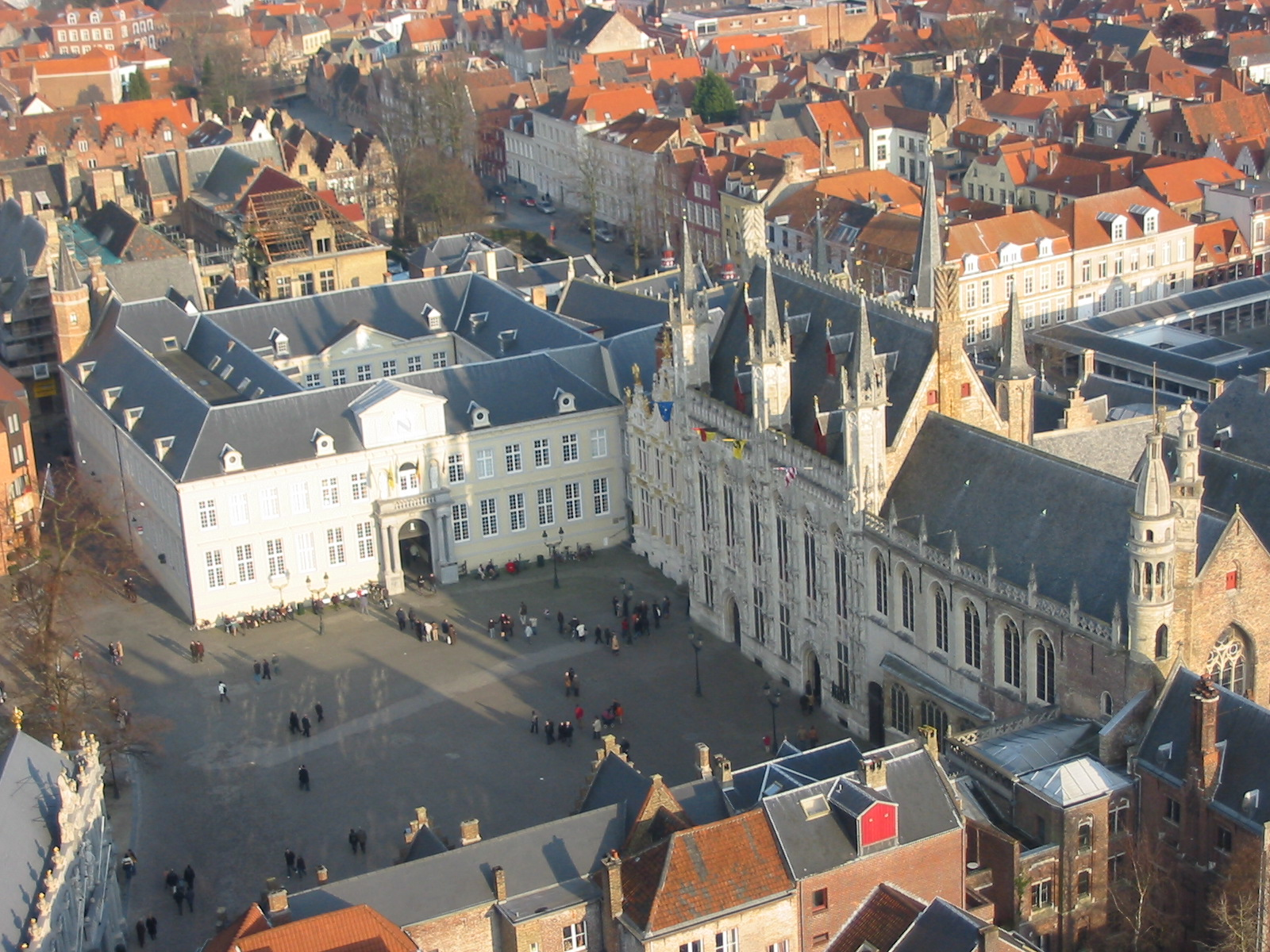
从布吕赫钟楼看城堡广场

城堡广场（Burg）是比利时城市布吕赫的一个广场，位于古城中心。此处原是一个堡垒，位于几条罗马道路的交汇处，占地约1公顷，是布吕赫城市最古老的核心之一。阿努尔夫一世（889-965）建造城堡，城堡内北部又修建了圣母教堂和圣多纳廷主教座堂。
城堡广场沿用了城堡的两个功能：南半部的民政功能，以及北半部的宗教功能。
广场周围是一些历史建筑，包括布鲁日市政厅、旧民事登记处、圣血圣殿、圣多纳廷教长楼等。
自1799年拆除圣多纳廷主教座堂后，这个广场的面积几乎增加了一倍，达到1.1 公顷，超过了市集广场。
今天的城堡广场主要服务于旅游业，提供各种节目表演的背景。